# タンクフォース
『タンクフォース』 (Tank Force) は、1991年にナムコ（現:バンダイナムコエンターテインメント）から発売されたアーケードゲーム。

## 内容
アーケードゲーム『タンクバタリアン』（1980年）、ファミリーコンピュータ『バトルシティー』（1985年）のアレンジ作品。『タンクバタリアン』に地形や敵タンクを追加して2人同時プレイを可能にした『バトルシティー』を、さらに発展させた内容となっている。
固定画面シューティングゲームであり、4方向レバーと1ボタンを使用する。1Pが赤色、2Pが青色のタンクを動かし、一定数の敵兵器を倒すとステージクリアとなる。4人同時プレイ仕様（3Pが黄色、4Pが緑色のタンクを操作）も存在するが、ゲームセンターで稼動していたのは主に2人プレイ仕様だった。家庭用ゲーム機は長らく移植はされていなかったが、Wiiのバーチャルコンソールアーケードで2009年11月10日より配信が開始された。また、2017年7月28日配信開始のNintendo Switch用ダウンロードソフト『NAMCO MUSEUM』にも収録されている。
以下に『バトルシティー』との相違点を示す。
- 全36面構成。全面クリアでエンディングとなる（『バトルシティー』は全35面構成のループゲーム）。
- 地形および敵キャラクターの大幅追加。大型のボスキャラクターも4面ごとに登場する。
- 自機から発射される特殊ショットが4種類追加。ただし、いずれも時間制限付き。
- 自機と敵の通常弾が色分けされるようになった（自機弾は青、敵弾は赤）。
- 自機ショットのパワーアップ2段階目で2連射可能（『バトルシティー』は3段階目で2連射）。
- 司令部が破壊されると自機ストックに関係なく即ゲームオーバーになるのは前2作と同様だが、司令部の外壁及び本体に誤って自機の弾が当たってもダメージを受けなくなった（敵弾は通常通りダメージを受ける）。
- 自機が味方が撃った弾に当たっても少し弾き飛ばされるだけで済む（『バトルシティー』では少しの間動けなくなる）。
- ハイスコアの設定が無くなった（スコアランキングおよびネームエントリーは前2作にも設定されていない）。
- 海外版では4人同時プレイが可能。

本作はシステムI基板で開発された最後のゲームとなった。

## 登場キャラクター

### マイタンク
自機のこと。アイテムパネルの「砲弾」を取ると、1段階ずつパワーアップする。自機がミスすると1段階目に戻る。
- 1段階目：画面上に1発の弾を発射できる。弾は敵兵器の弾とぶつけることで相殺できる。
- 2段階目：弾が2連射になる。
- 3段階目：2連射＋発射速度がアップ。
- 4段階目：3段階目に加えて弾の威力が上がり、1-3段階目では壊せなかった防弾壁も破壊できる。

### 敵兵器
敵兵器の中には撃破するとアイテムパネルを出すものがいる。
- ノーマルタンク：いわゆる雑魚キャラ。1発で破壊可能。
- スピードタンク：移動スピードがかなり速いが、速すぎるゆえに障害物に引っかかることが多い。1発で破壊可能。
- ハードタンク：移動スピードはノーマルタンクと同じだが耐久力(最大4発分）があり、水色→小豆色→赤色と撃ち込むたびに色が変わる。赤色のときにショットを当てると破壊可能。弾速は上記2種類のタンクよりも速く、耐久力も時間経過で回復する。
- ビッグタンク：黄色い巨大なタンク。通常弾の倍の威力がある火炎弾を撃ってくる（司令部のレンガを一撃で無効にする威力）。5発で破壊可能。
- ラピッドタンク：砲身を回転しながら移動し、一旦停止後に砲身を向けて4発の弾を一度に撃ってくる。移動速度は遅い。1発で破壊可能。
- トマホークタンク：下方に3連ミサイルを撃ってくる。8発で破壊可能。
- バギー：弾による攻撃はないが、ダイナマイトをあちこちに仕掛けてくる。ダイナマイトは時間経過で爆発し、爆風がマイタンクに当たるとミス（ダイナマイトそのものには触れてもミスにはならない）。移動スピードが速い。1発で破壊可能。司令部本体にダイナマイトの爆風が当たった場合、司令部は破壊される。
- 列車砲：常に左右に動き、下方に弾を発射。砲身が1本と2本の2種類あり。砲身1本は16発、砲身2本は20発で破壊可能。
- AK TANK：中ボス。常に左右に移動。砲身は常に回転し、それが真下を向いた時に高速弾を撃ってくる。砲身をすべて破壊すると倒せる。砲身3本で通常弾を撃つ「AK-1」、砲身4本で火炎弾を撃つ「AK-2」の2種類が存在する。砲身1本につきAK-1、AK-2とも15発で破壊可能。
- ボス大砲：最終36面に登場。4基で左右に移動しながら3連ミサイルを下方に連射してくる。1基につき20発で破壊可能。
- 爆撃機：ラウンドクリアに時間を掛け過ぎると出現する、永久パターン防止キャラクター。アイテム取得で出現する味方機と異なり、黒い機体。マイタンクは爆撃を受けて必ずミスになる。

### アイテムパネル
即効性アイテム
- パワーアップ（砲弾のマーク）：マイタンクのパワーアップ。自機が破壊されるまで有効。
- 爆撃機：味方爆撃機（黄土色の機体）が空爆し、画面上の敵タンクを瞬時に一掃できる。また爆撃機で一斉破壊した敵タンクの点数もアイテムを取得したプレイヤーに加算される。
- タンク：エクステンド。マイタンク（自機）が1機増える。このゲームには得点によるエクステンドは一切無い。
- ボーナス：得点が加算される。500、1000、2000、3000の4種類。司令部から遠い(例外として最奥2列は500点)ほど点数が高い。

時間制限アイテム
- 特殊タンク：いずれも一定時間有効で2種類以上の併用はできない（効果持続中にアイテムを取得した場合、最後に取得したアイテムの効果のみ有効）。効果が切れたらノーマルタンクに戻る。効果持続中にそのステージをクリアした際には、特殊タンクの効果は次のステージに持ち越される。
  - ツインショット：2発のショットを同時に発射するが、単発になってしまう。防弾壁は破壊不可。
  - ハイパーショット：通常弾の3倍の威力があり、弾速も速いショットを発射。防弾壁は破壊不可。
  - 4方向ショット：上下左右にショットを同時に発射するが、単発になってしまう。防弾壁は破壊不可。
  - パラボラレーザー（バーチャルコンソール版ではリップルレーザー）：障害物をすり抜ける単発のリングレーザーを発射。3発分の威力を持ち、地形はすべて破壊不可。
  - スモール：自機が小さくなり、移動速度がアップ。発射されるショットはアイテム取得時のノーマルタンクのショットになる。

- 防弾壁：一定時間、司令部の外壁が防弾壁に変わる。司令部の外壁が破壊されていた場合、このアイテムで回復する。
- 時計：一定時間、敵タンクの動きが止まる。
- 盾：一定時間、マイタンクの周りにバリアが張られて無敵状態になる。重ね張りも可能だが、次のラウンドで効果が消える。
  - 防弾壁、時計、盾の3種は併用が可能。

### 地形
- 平地：草原およびレンガ、建物を破壊したあとの更地など。タンクも弾も通行可能。
- 森林：タンクも弾も通行可能だが、見えにくくなる。
- レンガ：タンクを遮る壁。弾が当たると削れる。面によっては建物やカラーブロックが代わりに使用されている。
- 防弾壁：レンガより強固な白いブロック。4段階目にパワーアップした自機の弾でないと破壊できない。
- 川：タンクは通ることができないが、弾は通り抜ける。
- 岩壁：8面おきに待ち構えるボス面に配置。4発分の耐久力を持つ。
- ガスタンク：ショットを撃ち込むと爆発を起こし、周りの敵兵器を巻き込む。マイタンクに爆風の当たり判定は無し。
- 司令部：外壁に囲まれた自軍司令部。司令部の外壁は敵弾2発分の耐久力がある。外壁が無くなった個所に1発でも敵弾が当たると、即ゲームオーバー。外壁にダメージを受けると警告音が鳴る。

## 移植版
| No. | タイトル           | 発売日            | 対応機種                      | 開発元   | 発売元     | メディア                                      | 備考                                                          |
| --- | ------------------ | ----------------- | ----------------------------- | -------- | ---------- | --------------------------------------------- | ------------------------------------------------------------- |
| 1   | タンクフォース     | 2009年11月10日    | Wii                           | バンナム | バンナム   | ダウンロード (バーチャルコンソールアーケード) | 最大2人用版                                                   |
| 2   | ナムコミュージアム | INT 2017年7月28日 | Nintendo Switch               | バンナム | バンナム   | ダウンロード                                  | 最大2人用版                                                   |
| 3   | タンクフォース     | 2023年1月19日     | PlayStation 4 Nintendo Switch | ナムコ   | ハムスター | ダウンロード (アーケードアーカイブス)         | 日本版(最大2人用)、海外版(最大2人用)、海外版(最大4人用)を収録 |

## その他
TBS系番組『関口宏の東京フレンドパーク ドラマ大集合SP!!』（冬と夏の年2回放送される特番）のアトラクション「ハイパーホッケー」で、パックがゴールに入った際に流れる効果音には、本ゲームのクレジット投入音が使用されている。
ROUND17のステージはパックマンをモチーフにしている。

## 関連作品
- タンクバタリアン
- バトルシティー